# Галакси (модул)
Вижте пояснителната страница за други значения на Галакси.
Галакси (на английски: Galaxy) е отменен прототип на космически модул разработен от американската компания Bigelow Aerospace. Модулът би била третата станция изстреляна от компанията. С тези модули Bigelow се опитва да създаде гражданска космическа станция. Както другите два мадула (Дженезис I и II), и Галакси е създаден на базата на надуваемата разработка на НАСА Трансхаб.

## История
Историята на Галакси започва под името Guardian (пазител, бранител). Планирало се е модулът да има среден размер между Дженезис I и Дженезис II и значително по-големият BA 330. Някъде през 2004 г. проектът Guardian се разделя на две: Галакси и по-големия модул Сънденсър, всеки от които трябва да тества изключително напреднали системи. Първоначално е планирано Галаски да има двойно по-голям обитаем обем от Дженезис 23 m3. През 2007 г. параметрите му са повторно променени: дилжина 4 m, диаметър 3,3 m и 16,7 m3 обитаем обем, което е с 45% повече от на Дженезис. Възнамерявало се е да бъде изстрелян през късната 2008 г.
През 2007 г. Bigelow Aerospace обявяват, че поради увеличението в цените на изстрелванията (около три пъти повече от предишните изстрелвания) и заради двата успешни модула Дженезис, Галакси няма да бъде изстрелван. Вместо това много от системите му, а може и целят модул да бъдат използвани за наземни тестове за да могат служителите на компанията да съберат допълнителна информация, която да се използва за изстрелването на Сънденсър.

## Системи
Галакси има множество подобрения в системите, в сравнение с предишните два модула Дженезис. Използвани за по-надеждни материали и като цяло е подобрена структурата на съоръжението. Той има по-добри батерии, които могат да използват лъчите на Слънцето за захранване. Също така има подобрена връзка за комуникация. Има и усъвършенстван наземен контрол върху височината на Галакси. Въпреки че не е пригоден за хора, модулът има нова система за контрол на средата и живото-поддържаща система, която щеше бъде тествана, ако беше изстрелян.